# 海神後海螫蝦
海神後海螯蝦（Metanephrops neptunus）是一種海螯蝦科的海洋動物，屬於深海蝦類。特徵為紅色頭胸甲及白色的腹部。其分佈範圍包括西澳大利亞、汶萊、中國、印度尼西亞、菲律賓、台灣附近海域，棲地深度約300-940公尺。族群大小不明。海神後海螯蝦以古羅馬水神尼普頓命名。
海神後海螯蝦是可食用蝦類的一種，屬於高單價蝦類。在澳大利亞，該物種被稱為尼普頓龍蝦（Neptune lobster）；而在台灣北部，漁民則稱之為金絲猴。
海神後海螯蝦於1965年由布魯斯（Bruce）所發表。布魯斯根據漁業研究船聖瑪麗角號（Cape. St. Mary's）在南海所捕獲的標本，判定其為挪威螯蝦屬（Nephrops）的新種。隨後詹金斯（Jenkins）於1976年發表後海螯蝦屬（Metanephrops），海神後海螯蝦於是重新分類為該屬。目前海神後海螯蝦的正模式標本存放於英國倫敦自然史博物館。